# Carsten Dürkob
Carsten Dürkob (* 11. Februar 1963 in Wedel) ist ein deutscher Sachbuchautor und Literaturpublizist.

## Leben

### Ausbildung und beruflicher Werdegang
Nach seinem Abitur hat Dürkob ab 1983 Deutsche und Amerikanische Literaturwissenschaft sowie Deutsche Sprachwissenschaft an der Universität-Gesamthochschule Paderborn studiert und 1989 mit dem Magistergrad abgeschlossen. 1996 promovierte er dort bei Eckhardt Meyer-Krentler und nach dessen Tod bei Hartmut Steinecke mit einer Arbeit über Leben und Werk von Emil von Schoenaich-Carolath, die 1998 in erweiterter Form im Igel Verlag veröffentlicht wurde. Parallel dazu arbeitete er zunächst als freier Journalist, schloss im Jahr 2000 ein Volontariat ab und schrieb als Lokalredakteur für eine schleswig-holsteinische Tageszeitung. Bis Jahresende 2019 war Carsten Dürkob bei der Stadtsparkasse Wedel im Bereich Öffentlichkeitsarbeit beschäftigt. Seit 2021 gehört er der Redaktion des A.-Beig-Verlags in Pinneberg an.

### Tätigkeit als Autor und Publizist
Carsten Dürkobs Veröffentlichungen (siehe hierunter) befassen sich mit drei unterschiedlichen Themengebieten. Zur Literatur der Moderne um 1900 hat er außer von Schoenaich-Carolath auch Werke von Helene Böhlau, Ida Boy-Ed und Gabriele Reuter wiederveröffentlicht. Ein weiterer Schwerpunkt insbesondere seiner Autorentätigkeit liegt auf der Geschichte seines Geburtsortes und weiteren Aspekten der schleswig-holsteinischen Regionalgeschichte. Schließlich beschäftigt er sich – schon seit seiner Studienzeit – mit der Textanalyse von Rock- und Popmusik, die er als „eine legitime und eigengewichtige kulturelle Ausdrucksform“ und „spätestens seit den 60er Jahren [als] die literarische Gattung mit der quantitativ weitesten Verbreitung“ betrachtet. Aus einem zweisemestrigen Seminar bei dem Paderborner Anglisten Erhard Dahl war 1989 Dürkobs erste Mitherausgeberschaft eines Buches über Rock-Texte entstanden, in dem sich unter anderem ein früher Aufsatz von Thomas Collmer über das Doors-Lied „The End“ findet. Den Stellenwert dieser Sammlung beurteilte ein Rezensent Anfang der 1990er Jahre mit den Worten, sie gebe aufgrund der „[…] Heterogenität der gewählten Ansätze einen Eindruck von Umfang und Potenzen der [zu diesem Sujet] zu leistenden (auch anglistisch-amerikanistischen) Forschungsarbeit“.
Ende 2015 ist Carsten Dürkobs zweiter Band über Song-Lyrik in ihrem zeitgeschichtlichen Kontext erschienen, der sich mit der Popmusik des Jahres 1966 befasst. Anschließend wandte er sich Veröffentlichungen über das Bundesland Schleswig-Holstein zu.

## Veröffentlichungen

### Als Autor
- „Der Nichterfüllung schattenvoller Kranz.“ Leben, Werk und literaturgeschichtlicher Ort des Prinzen Emil von Schoenaich-Carolath (1852–1908). Oldenburg 1998, ISBN 3-89621-085-8
- Wedel. Eine Stadtgeschichte. Eutin 2000, ISBN 3-923457-52-9
- 125 Jahre Stadtsparkasse Wedel. o. O. [Wedel] 2001, ISBN 3-923457-57-X
- (mit Uwe Pein) „Alle Mann hooch an de Sprütt!“ 125 Jahre Freiwillige Feuerwehr Wedel. Wedel 2002, ISBN 3-00-010242-6
- Friedrich Eggers (1902–1932). Der Bürgerliche. In: Arbeitsgemeinschaft Wedeler Stadtgeschichte (Hrsg.): Verehrt – verkannt – verleumdet. Die Bürgermeister Wedels von 1902 bis 1971. (= Beiträge zur Wedeler Stadtgeschichte 7), 2008, ISBN 978-3-00025-525-0
- „Words are flying out…“. Die Textgeschichte der Beatles. (= The Sixties, vol. 1), Igel Verlag Literatur und Wissenschaft, Hamburg 2012, ISBN 978-3-86815-554-9
- „Welthaltige Provinz.“ Wedel in der Literatur. In: Anke Rannegger, Stadtarchiv Wedel (Hrsg.): „Der Schrecken von Wedel“ und andere bemerkenswerte Geschichten. (= Beiträge zur Wedeler Stadtgeschichte 10), Wedel 2013, ISBN 978-3-00-043536-2
- A Change Is Gonna Come. Dylan, die Beatles, die Rolling Stones und andere im Jahr 1966. (= The Sixties, vol. 2), Igel Verlag Literatur und Wissenschaft, Hamburg 2015, ISBN 978-3-86815-599-0
- Dithmarschen. Eine Einladung. Boyens, Heide 2018, ISBN 978-3-8042-1496-5
- Heimat fühlen in Schleswig-Holstein. Raum – Zeit – Kultur – Alltag. Boyens, Heide 2019, ISBN 978-3-8042-1520-7
- Der alte Ochsenweg. Ein Spurensuche zwischen Flensburg und Wedel. Boyens, Heide 2021, ISBN 978-3-8042-1539-9

### Als Herausgeber
- (mit Erhard Dahl) Rock-Lyrik. Exemplarische Analysen englischsprachiger Song-Texte. Essen 1989 (= Sprache und Theorie in der Blauen Eule), ISBN 3-89206-294-3
- Emil Prinz von Schoenaich-Carolath: Erzählungen 1884–1903. (= Werke 1), Paderborn 1995, ISBN 3-89621-001-7
- Emil Prinz von Schoenaich-Carolath: Gedichte 1878–1908. (= Werke 2), Paderborn 1997, ISBN 3-89621-045-9
- Ida Boy-Ed: Empor! Hamburg 2008, ISBN 978-3-86815-036-0
- Helene Böhlau: Der Rangierbahnhof. Hamburg 2011, ISBN 978-3-86815-525-9
- Gabriele Reuter: Das Tränenhaus. Hamburg 2013, ISBN 978-3-86815-572-3